# 紫式部
紫式部（むらさき しきぶ）は、平安時代中期の女房、作家、歌人。『源氏物語』の作者とされ、『紫式部日記』を残しており、歌人として『紫式部集』を残した。『後拾遺和歌集』などに入集し、『中古三十六歌仙』『女房三十六歌仙』『百人一首』に選ばれている。後に一条天皇の中宮彰子に出仕する。

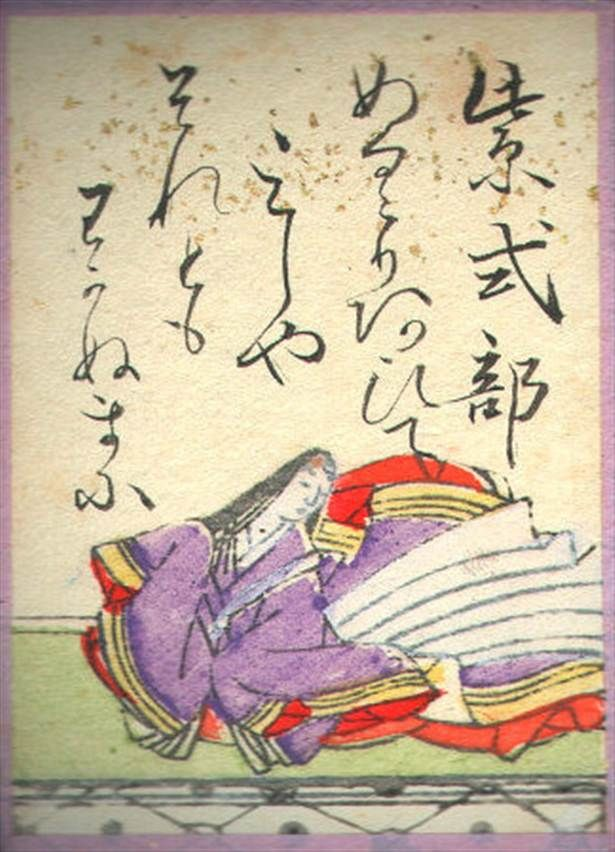
紫式部 百人一首 57番「めぐりあひて 見しやそれとも わかぬまに 雲がくれにし 夜半の月かな」

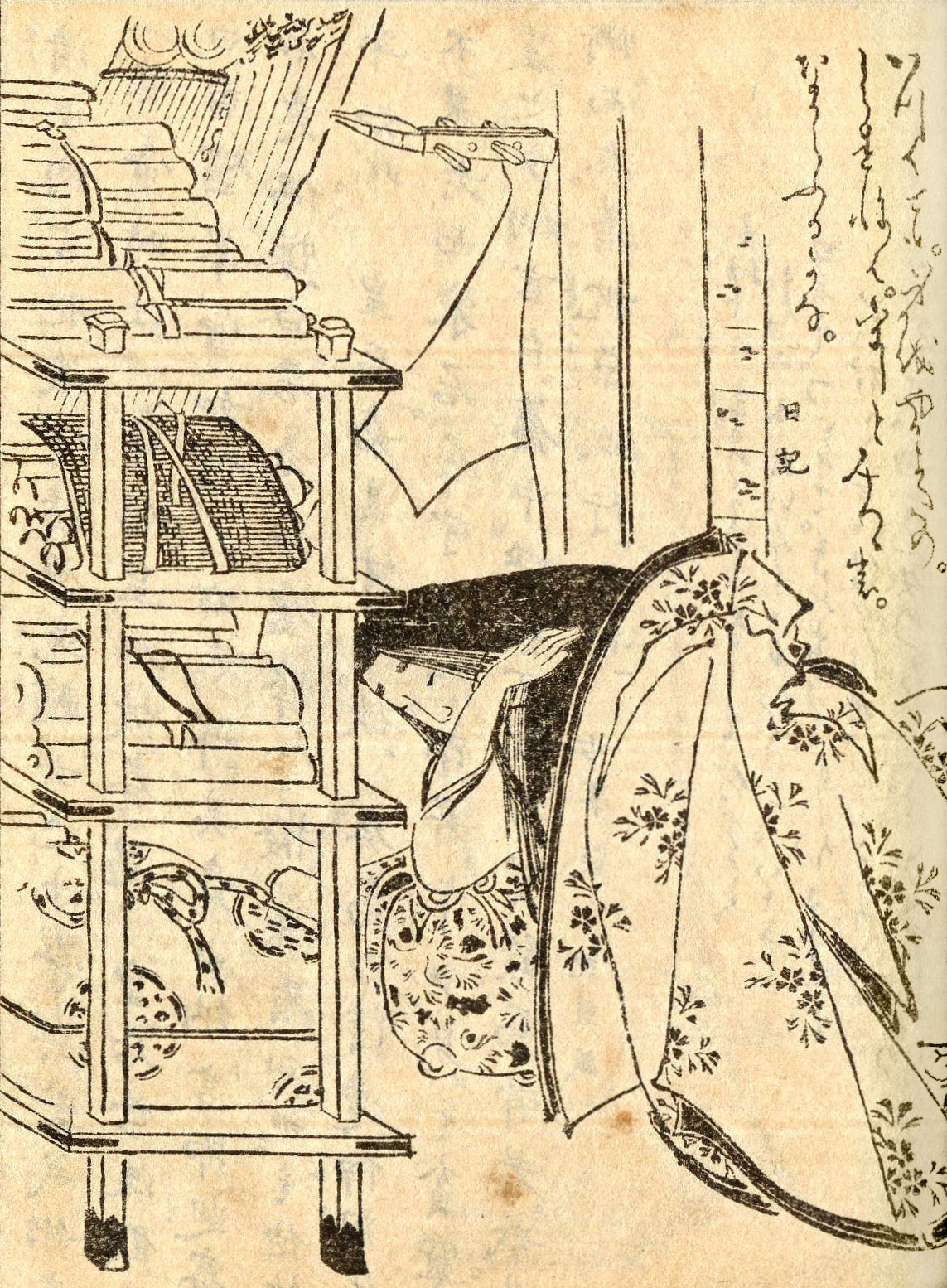
眠る紫式部（菊池容斎『前賢故実』江戸末期から明治初期の作）

## 伝記
父は藤原北家良門流の越後守・藤原為時、母は摂津守・藤原為信の娘（藤原為信女）である。母方の祖母は(為信の長男理明と同じであるならば)宮道忠用の娘で醍醐天皇の生母藤原胤子の一族となる。父方の曽祖父には三条右大臣・藤原定方や堤中納言・藤原兼輔があり、一族には文辞で聞こえた人が多い。父為時も漢詩人、歌人として活動した。
曽祖父の兼輔の娘桑子は、醍醐天皇の更衣で章明親王の生母であり、源氏物語に引歌される『人の親の心は闇にあらねど子を思ふ道に惑ひぬるかな』は、桑子の入内当初、寵愛されるかどうかを案じて醍醐天皇に献詠されたとも伝えられる(「大和物語」第四五段)
紫式部の実名や正確な生没年はわかっていないが、おおよそ天禄元年（970年）から天元元年（978年）の間に生まれたと考えられている（「生没年」参照）。同母の兄弟に藤原惟規がいるが、紫式部とどちらが年長かは両説が存在する。ほかに、同母の姉がいたこともわかっている。式部の母親は早世したとされる。
父・為時は970年代後半より東宮時代の花山天皇の読書役を務め、永観2年（984年）の天皇即位にともない蔵人、式部大丞と出世したが、2年後に天皇が「寛和の変」により出家・退位させられ、散位となったため、一家は不遇の時代を過した。寛和の変は藤原兼家が謀り、その後中関白家が後宮を独占したため紫式部が藤原伊周や藤原定子に好意的な史料は一切ない。その後為時が具平親王家の家司になった。10年後の長徳2年（996年）、為時がようやく越前国の受領となり、紫式部も約2年を父の任国で過ごす。
紫式部は幼少の頃より漢文を読みこなしたなど、才女としての逸話が多い。長徳4年（998年）ごろ、親子ほども年の差がある又従兄妹、山城守・藤原宣孝と結婚する。長保元年（999年）に一女・藤原賢子（大弐三位）を儲けた。この娘も『百人一首』『女房三十六歌仙』の歌人として知られる。しかし、この結婚生活は長くは続かず、長保3年4月15日（1001年5月10日）に宣孝と死別した。『紫式部集』には、その心情を詠んだ和歌「見し人の けぶりとなりし 夕べより 名ぞむつましき 塩釜の浦」が収められている。
『源氏物語』の執筆時期は不明であるが、箒木三帖は具平親王家をモデルに書いたといわれ、のちに藤原道長に召し出され、おそらく寛弘2年12月29日（1006年1月31日）、もしくは寛弘3年12月29日（1007年1月20日）より、一条天皇の中宮・藤原彰子（道長の長女）に女房として仕える。女房名は藤式部（とう の しきぶ / ふじ しきぶ）で、後に「紫式部」と呼ばれたとされる。彰子の家庭教師としての役割も果たしたとされ、少なくとも寛弘8年（1012年）ごろまで奉仕したようである。この間、大量の料紙を提供されていることから、『源氏物語』を書くことを依頼されたと考えるのが自然とされ、物語が当時女・子供の読み物であったことから中宮彰子のために藤原道長が想定されている。
なお、永延元年（987年）の藤原道長と源倫子の結婚の際に、倫子付きの女房として紫式部が出仕した可能性が指摘されている。『源氏物語』解説書の『河海抄』『紫明抄』や歴史書『今鏡』には、紫式部の経歴として倫子付き女房であったことが記されている。傍証として、永延元年当時は為時が散位であったこと、倫子と紫式部はいずれも曽祖父に藤原定方を持ち遠縁に当たること、さらに『紫式部日記』には、新参の女房に対するものとは思えぬ道長や倫子からの格別な信頼・配慮がうかがえることが挙げられる。女房名からも、為時が式部丞だった時期は彰子への出仕の20年も前であり、のちに越前国の国司に任じられているため、寛弘2年に初出仕したのであれば父の任国「越前」や亡夫の任国・役職の「山城」「右衛門権佐」にちなんだ名を名乗るのが自然で、地位としてもそれらより劣る「式部」を女房名に用いるのは考えがたく、そのことからも初出仕の時期は寛弘2年以前であるという説である。

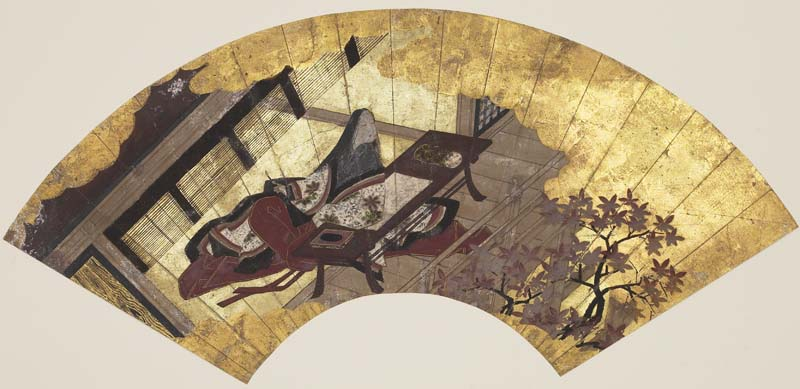
17世紀、江戸時代初期の作、紫式部を描いた金箔をはった扇子

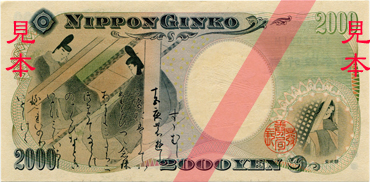
二千円紙幣D券裏面に描かれている紫式部（右下）。

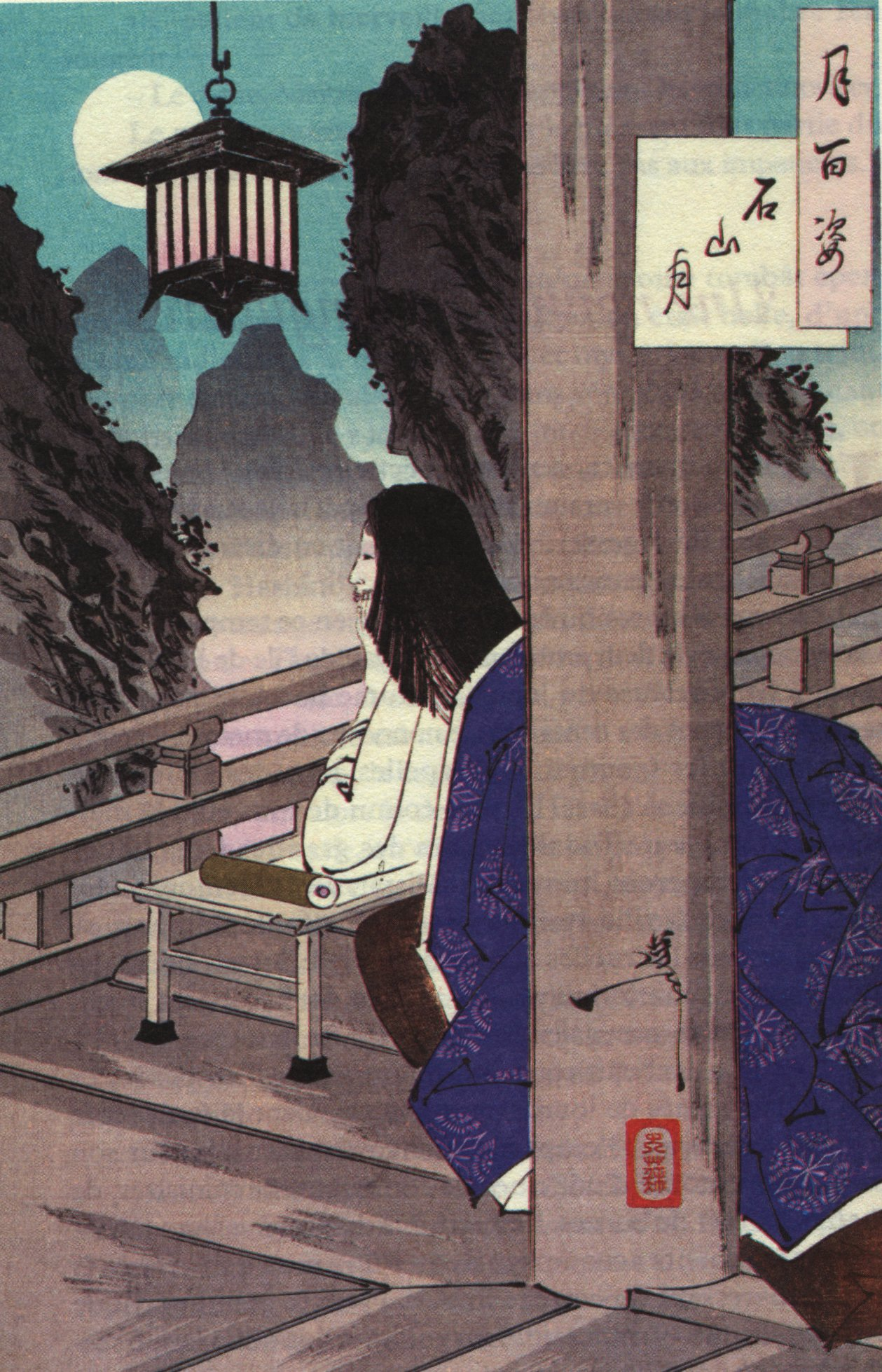
『石山月』（月岡芳年『月百姿』）『源氏物語』を執筆する紫式部

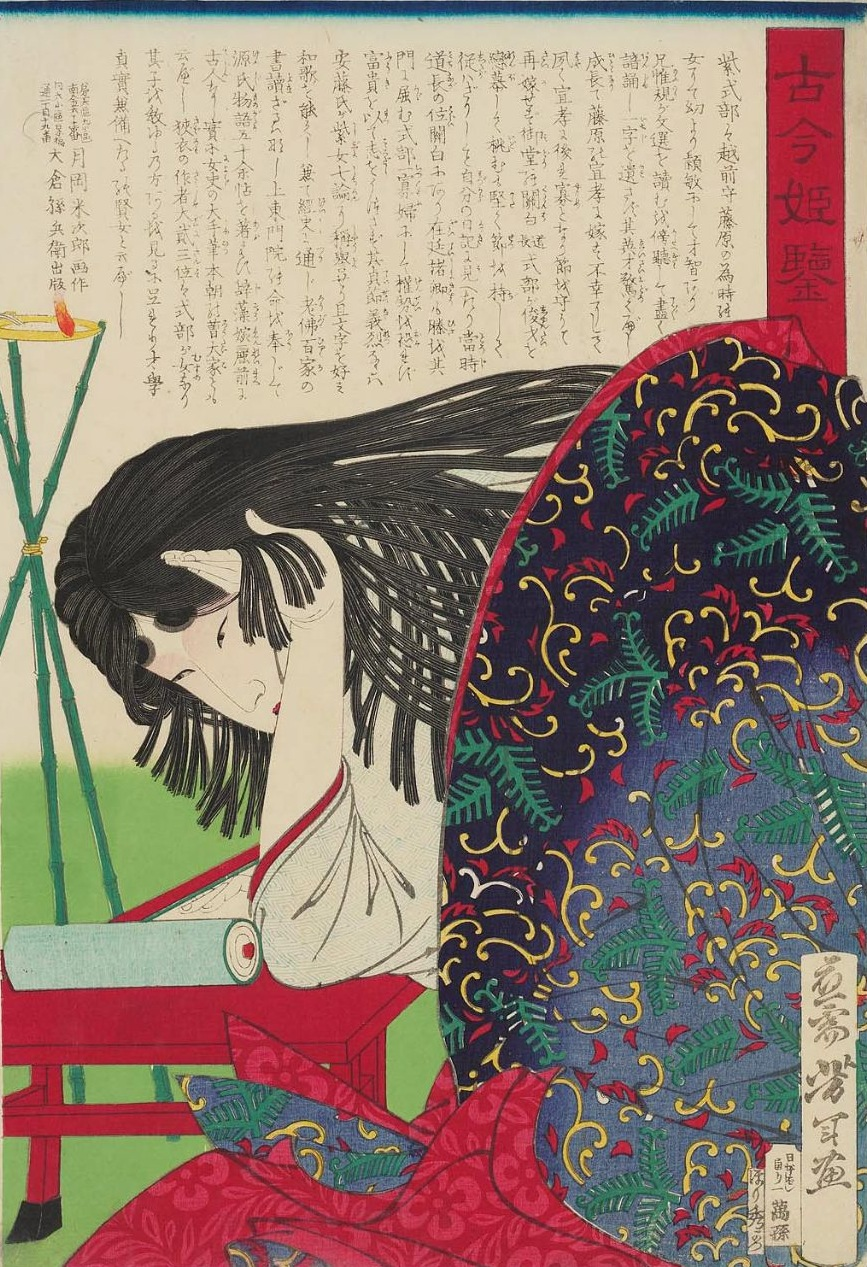
「古今姫鑑」紫式部 月岡芳年/画（明治9）1876年

### 名称
平安時代の貴族階級の女性は当時の慣習で実名（諱）を公にしない場合が多く、紫式部をはじめ和泉式部などの名称は通称であり、実名はいずれもわかっていない。
宮中での女房名「藤式部」は、父為時の官位（式部省の官僚・式部大丞）に由来する説と、同母兄弟・藤原惟規の官位に由来する説とがある。
現在一般的に使われている「紫式部」について、「紫」のような色名を冠した呼称は同時代には珍しく、その理由については様々な推測がされている。一般的には、「紫」の呼称は『源氏物語』の作中人物「紫の上」に由来すると考えられている。
『源氏の物語』を女房に読ませて聞いた一条天皇が「きっと日本紀（『日本書紀』）をよく読み込んでいる人に違いない」と作者を褒めたことから、紫式部は「日本紀の御局」とあだ名されたとの逸話がある。
| 「 | 内裏の上の源氏の物語人に読ませたまひつつ聞こしめしけるに この人は日本紀をこそよみたまへけれまことに才あるべし とのたまはせけるをふと推しはかりに いみじうなむさえかある と殿上人などに言ひ散らして日本紀の御局ぞつけたりけるいとをかしくぞはべるものなりけり | 」 |

幼名については、『紫式部集』の宣孝と思しき人物の詠歌に「ももといふ名のあるものを時の間に散る桜にも思ひおとさじ」から、「もも」を幼名と解釈する研究者もいる。
諱（実名）については、『御堂関白記』の寛弘4年1月29日（1007年2月19日）の条で掌侍になったとされる記事にある「藤原香子」（かおるこ/たかこ/こうし）とする角田文衞（1963年）説がある。ただし、推論の過程に誤りが含まれるとの批判があり、もし紫式部が「掌侍」という律令制に基づく公的な地位を有していたのなら、「紫内侍」や「式部内侍」として勅撰集や系譜類にあるはずの痕跡が全く見えないとする批判もある。女房呼称の問題について、角田は、同論文の再録に際して「付記」「補考」を加えて反論を行った。その後、萩谷朴の彰子後宮初出仕に関連させての香子説追認説も提出された。紫式部の後宮内の序列は五、六番目と出自に比してきわめて好待遇であって、掌侍相当であること、香子と紫式部が別人であることを証明した論攷はないことを指摘した研究史総覧もある。
三枝和子『香子の恋 小説 紫式部』、帚木蓬生『香子 紫式部物語』全5巻のように、創作では香子が採用されている例もある。

### 生没年
当時の受領階級の女性全般がそうであるように、紫式部の生没年を明確な形で伝えた記録は存在しない。そのため、紫式部の生没年については複数の説が存在しており、定説が無い状態であり、生没年は不詳である。
生年について、父の為時が国司となって播磨国に任じられるが「不待本任放還(本任の放還を待たず)」とあり、都に戻る事なく前任地から直接播磨国に赴くよう命じられているため、この時期為時は京にいない可能性が高い。命に従わず前任地から一度京に戻って婚姻したとしても為時と為信女(紫式部母)との婚姻は当時の旅の困難さからして、播磨国の任期を終えて京に戻った後とするのが自然である。
帰京早々の結婚と姉を一つ違いとしても紫式部の出生は早くとも974年となる。『紫式部日記』には「年もはた、よき程になりもてまかる。(出家するにふさわしい年齢に達してきた)」とあり『源氏物語』から察するところ三十六、七才が目安とされる事から逆算して975年とする説。
970年説は今井源衛が『紫式部日記』に目の不調ととれる記述がある事から、老眼が四十才ほどから始まる事を理由に挙げている。しかし紫式部は書や執筆が当時の女性より大幅に多い事から目を酷使した結果の可能性は大いにあり、上記のように為時がこの時期京にいない可能性がある。
同母の姉がいることから、同母兄弟である藤原惟規とどちらが年長であるかも不明であり、以下のような様々な説が混在する。
- 天禄元年（970年）説（今井源衛[23]、稲賀敬二[24]、後藤祥子）
- 天禄3年（972年）説（小谷野純一[25]）
- 天延元年（973年）説（岡一男[26]、角田文衞[27]）
- 天延2年（974年）説（萩谷朴[18]）
- 天延3年（975年）説（南波浩[28]）
- 天元元年（978年）説（安藤為章『紫家七論』、与謝野晶子、島津久基[29]）資料・作品などから1008年（寛弘5年）に30歳くらいと推測されることなどを理由とする。

没年については、昭和40年代までの通説では、紫式部と思われる「為時女なる女房」の記述が何度か現れる藤原実資の日記『小右記』において、長和2年5月25日（1013年6月25日）の条で「藤原資平（実資の甥で養子）が実資の代理で皇太后彰子のもとを訪れた際、『越後守為時女』なる女房が取り次ぎ役を務めた」旨の記述が、紫式部について残された明確な記録のうち最後のものであるとし、よって三条天皇の長和年間（1012年 - 1016年）に没したとする認識が有力なものであった。しかし、これについても異論が存在し、これ以後の明確な記録がないこともあって、以下のような様々な説が存在している。
- 長和3年（1014年）2月の没とする岡一男の説[31]。西本願寺本『平兼盛集』巻末逸文に「おなじみやのとうしきぶ、おやのゐなかなりけるに、『いかに』などかきたりけるふみを、しきぶのきみなくなりて、そのむすめ見はべりて、ものおもひはべりけるころ、見てかきつけはべりける」とある詞書と和歌を、娘・賢子と交際のあった藤原頼宗の『頼宗集』の残欠が混入したものと推定している。
- 長和5年（1016年）頃没とする与謝野晶子の説[32]。『小右記』長和5年4月29日（1016年6月6日）条にある父・為時の出家を近しい身内（式部）の死と結びつける説による。
- 寛仁元年（1017年）以後の没とする山中裕による説。『源氏物語』の主人公である光源氏が「太上天皇になずらふ」存在となったのは、紫式部が同年の敦明親王の皇太子辞退と准太上天皇の待遇授与の事実を知っていたからとする[33]。
- 寛仁3年（1019年）内の没とする、萩谷朴[18]や今井源衛による説。『小右記』正月5日条で、実資と相対した「女房」を紫式部と認め[14]、かつ西本願寺本『平兼盛集』巻末逸文を、娘・賢子の交友関係から『定頼集』の逸文と推定する。さらに森本元子は、この逸名歌集の編纂者を藤原道綱の娘豊子・美作三位とし、詠歌年次は萩谷説と矛盾しないとした[34]。
- 治安元年（1021年）春を西本願寺本『平兼盛集』巻末逸名歌12首の詠作年次とし、疫病蔓延の前年（1020年）暮れまでに没したとする上原作和の説[35]。彰子後宮女房の歌稿集の編纂者を伊勢大輔とする。
- 万寿2年（1025年）以後の没とする安藤為章による説。『栄花物語』「楚王の夢」の解釈を根拠として、娘の大弐三位が後の後冷泉天皇の乳母となった時点で式部も生存していたと考える。
- 『小右記』に見える「女房」を紫式部とすれば、万寿、長元年間まで生存していたとする倉本一宏の説[36][37]。
- 長元4年（1031年）没とする角田文衞による説。『続後撰集』に長元3年8月（1030年）に創建された東北院で詠まれた作品が確認出来ることなどを理由とする[38]。ただし、この詠歌は『紫式部集』からの再録であり、本来の詞書「土御門院」を、再録に際して「東北院」と改めたに過ぎない。

### 具平親王との関係
具平親王は才職にたけた人物として世に評判の高い人物で「六条の宮」とも「桃園閣」など称され『源氏物語』のモデルの1人ともされる。子孫の源麗子は源氏物語を具平親王家の誇りに思っている和歌を読んでいる。邸宅には藤原行成や道長、紫式部の叔父為頼も訪れていた文人のサロンであった。
『紫式部日記』に道長から「具平親王はあなたの心寄せある人」を理由に子息の頼通と具平親王の姫君の隆姫の結婚を相談されている場面がある(「中務宮(具平親王)わたりの御ことを、御心に入れて、そなた(紫式部)の心よせある人とおぼして」)。道長は紫式部と具平親王はゆかりが深いと判断していた。その後、婚姻がまとまっていることから、紫式部は具平親王家に道長の意向を伝えたと考えられる。
紫式部の父為時・叔父為頼の母(定方女)と具平親王の母(荘子女王)は叔母・姪の関係であり、紫式部と具平親王の祖母は姉妹であるが、紫式部にとって宮中の文化から諸芸能に至るまでの親密な師でもあると想像される。
紫式部の父為時の兄為頼は具平親王と公私共に親密な仲だったようで、和歌における交流が多くの資料に残されている。紫式部と為頼はも身近な叔父として交流しており『源氏物語』の玉鬘巻では為頼の「世の中にあらましかばと」を引歌としている。

### 婚姻関係
紫式部の夫としては藤原宣孝がよく知られており、これまで式部の結婚はこの一度だけであると考えられてきた。しかし、「紫式部＝藤原香子」説との関係で、『権記』の長徳3年（997年）8月17日条に現れる「後家香子」なる女性が藤原香子＝紫式部であり、紫式部の結婚は藤原宣孝との一回限りではなく、それ以前に紀時文との婚姻関係が存在したのではないかとする説が唱えられている。

### 道長妾
『紫式部日記』には、夜半に道長が彼女の局をたずねて来る一節があり、鎌倉時代の公家系譜の集大成である『尊卑分脈』（『新編纂図本朝尊卑分脉系譜雑類要集』）には、「上東門院女房 歌人 紫式部是也 源氏物語作者 或本雅正女云々 為時妹也云々 御堂関白道長妾」と註記が付いている。これは『紫式部日記』に「紫式部が藤原道長からの誘いをうまくはぐらかした」旨の記述が存在することを根拠としているとされる。これに対し、「紫式部は二夫にまみえない貞婦である」(安藤為章『紫女七論』)とする江戸時代の儒教的倫理観による解釈もあった。ただし、『源氏物語』には、召人と呼ばれる女房の存在もある。
『紫式部日記』に記された道長との出来事
- 渡殿の戸口の局から見れば、朝霧の露もまだ残っているのに、道長様が歩いていて、随身を呼んで、遣水が通るように手入れさせた。橋の南の女郎花が今が盛りと咲いているのを、一枝折って、わたしの几帳の上から覗いている様子が、とても立派なお姿なので、起きたままの素顔が恥ずかしく思っていると、「この和歌遅かったら、興覚めでしょう」というので、硯の処に急いだ。

(歌)女郎花が今が盛りと露をおいて咲います　露は別け隔てしてわが身においてくれません 
「さすが、早いこと」と、ほほ笑んで、硯を求める。
(返歌)白露は分け隔てしないでしょう　女郎花は自ずから咲き誇っているのでしょう
- (中宮彰子の出産で皆が中宮様の身を案じている時の様子)院源僧都は、道長様が昨日書かれた願文に、尊い言葉を書き加えて、読み上げた言葉がとて尊く頼もしいこと限りなく、道長様が一緒になって仏の加護を祈念する姿が頼もしく、いくら何でも大丈夫だろうと思う(が心配である様子が続く)
- 『源氏の物語』が中宮の御前にあるのを、殿(道長)が御覧になり、いつものたわいない冗談を言って、梅の実の下にの紙にお書きになり。

(歌)好きものの名が立っているので、会う人は折らずに過ぎる人はいないでしょう」という歌をくださったので
(返歌)人にまだ口説かれてもいませんのに誰が好きものなどと広めたのでしょう心外ですわ」と御返事しました。

### 墓所
紫式部の墓と伝えられる古蹟が京都市北区紫野西御所田町（堀川北大路下ル西側）に残されており、小野篁の墓とされるものに隣接して建てられている（『河海抄』の記述に合致）。この場所は淳和天皇の離宮があり、紫式部が晩年に住んだと言われ、後に大徳寺の別坊となった雲林院百毫院の南にあたる。京都市の建札によれば、この場所から東北の地域はかつては小野氏の領地だったが、後に藤原氏の所有となった。この地に紫式部古くは14世紀中頃の『源氏物語』注釈書『河海抄』（四辻善成）に、「式部墓所在雲林院白毫院南 小野篁墓の西なり」と明記されており、15世紀後半の注釈書『花鳥余情』（一条兼良）、江戸時代の書物『扶桑京華志』や『山城名跡巡行志』『山州名跡志』にも記されている。この情報が長い間にわたり、両家の墓所として保たれてきた理由を示している。1989年に社団法人紫式部顕彰会によって整備された。この時、篤志家・近藤清一氏はこの計画に賛同、四国の吉野川上流で産出した大きな花崗岩（高さ1950cm、幅120cm）を碑石として寄附した。京都市北区の観光名所の一つになっている。

### 邸宅跡

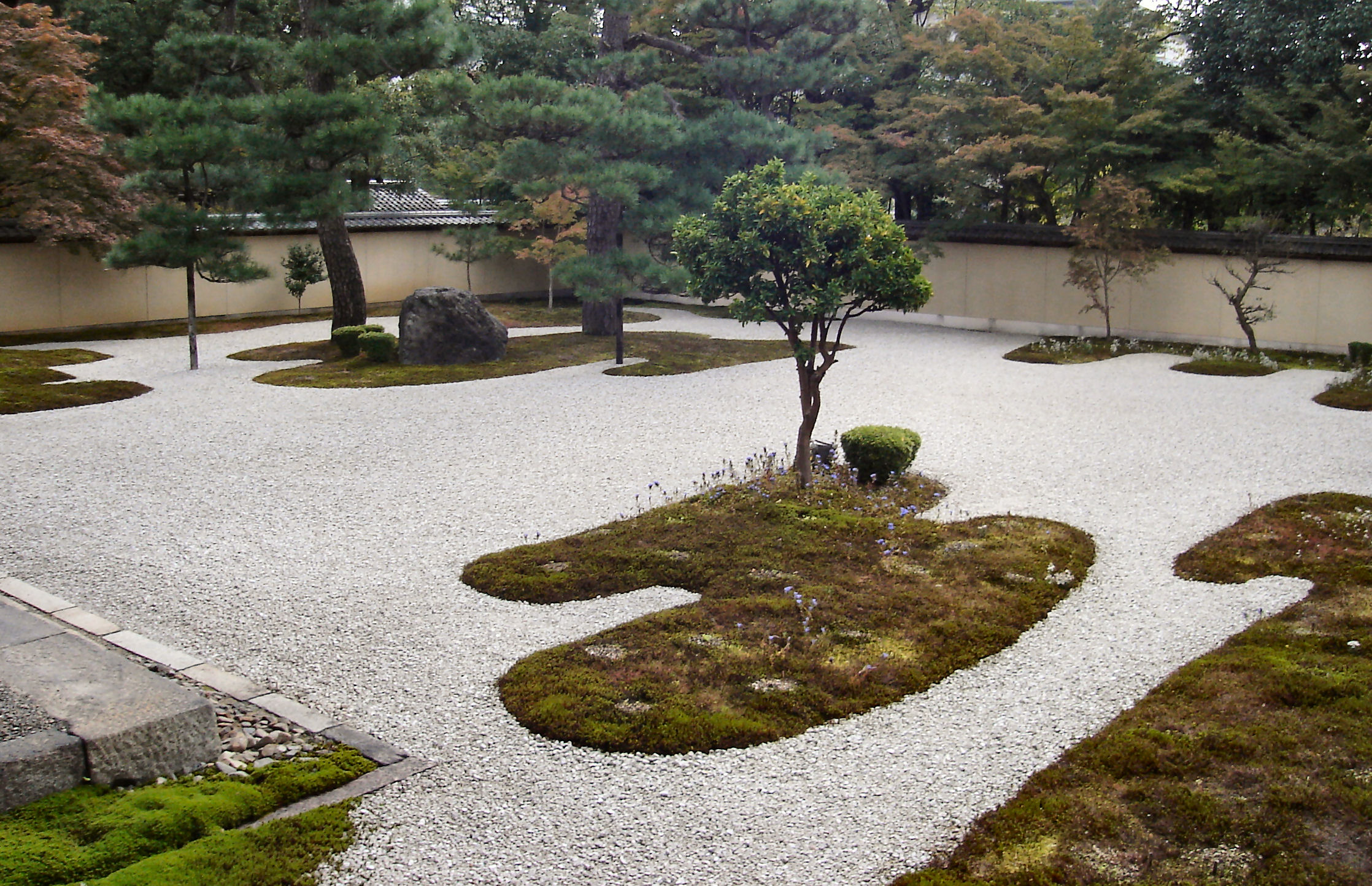
紫式部邸址（廬山寺「源氏庭」）

紫式部の邸宅については、角田文衛の「紫式部の居宅」によって、廬山寺附近と考証された。これを受けて斎藤正昭は「紫式部が育ったのは賀茂川沿いに構えられた兼輔の堤中納言邸と言われており、四季折々の木々が植えられた風流な邸宅に紀貫之、醍醐天皇の外祖父藤原定方など多くの文化人が出入りし延喜時代における文化隆盛の一角を担っており、紫式部および源氏物語における曽祖父兼輔の存在は大きいといえる。」とする。この根拠は、四辻善成『河海抄』料簡に「旧跡は正親町以南、京極西頬、今東北院向也。此院は上東門院御所の跡也」とあり、角田文衛は「京極西頬」に染殿と清和院があることから、「西頬」を京極大路に隣接と訓んで、東隣の廬山寺附近としたのである。以降、廬山寺が「紫式部邸宅跡」として京都でも屈指の観光名所になっている。これに対し、増田繁夫は正親町小路以南、京極大路西の一町に関して、北半町を染殿、南半町を清和院と考証し、したがって「紫式部邸にゆかりの地という程度のことであり、必ずしも式部の屋敷跡だと明言したものではない」「いま残されている資料からは、染殿の地が式部の「旧跡」といい得るような関係にあったことを示すものは捜せない。まして式部の居宅がここにあったと考えられる根拠は存在しないのである」とした。また、上原作和は、『花洛往古図』(秋里籬島編、『京之水』寛政三年(1791))によって、この一町の東半町を紫式部邸、西半町を清和院と考証している。この地は京都御苑内、京都迎賓館東隣の森にあたる。

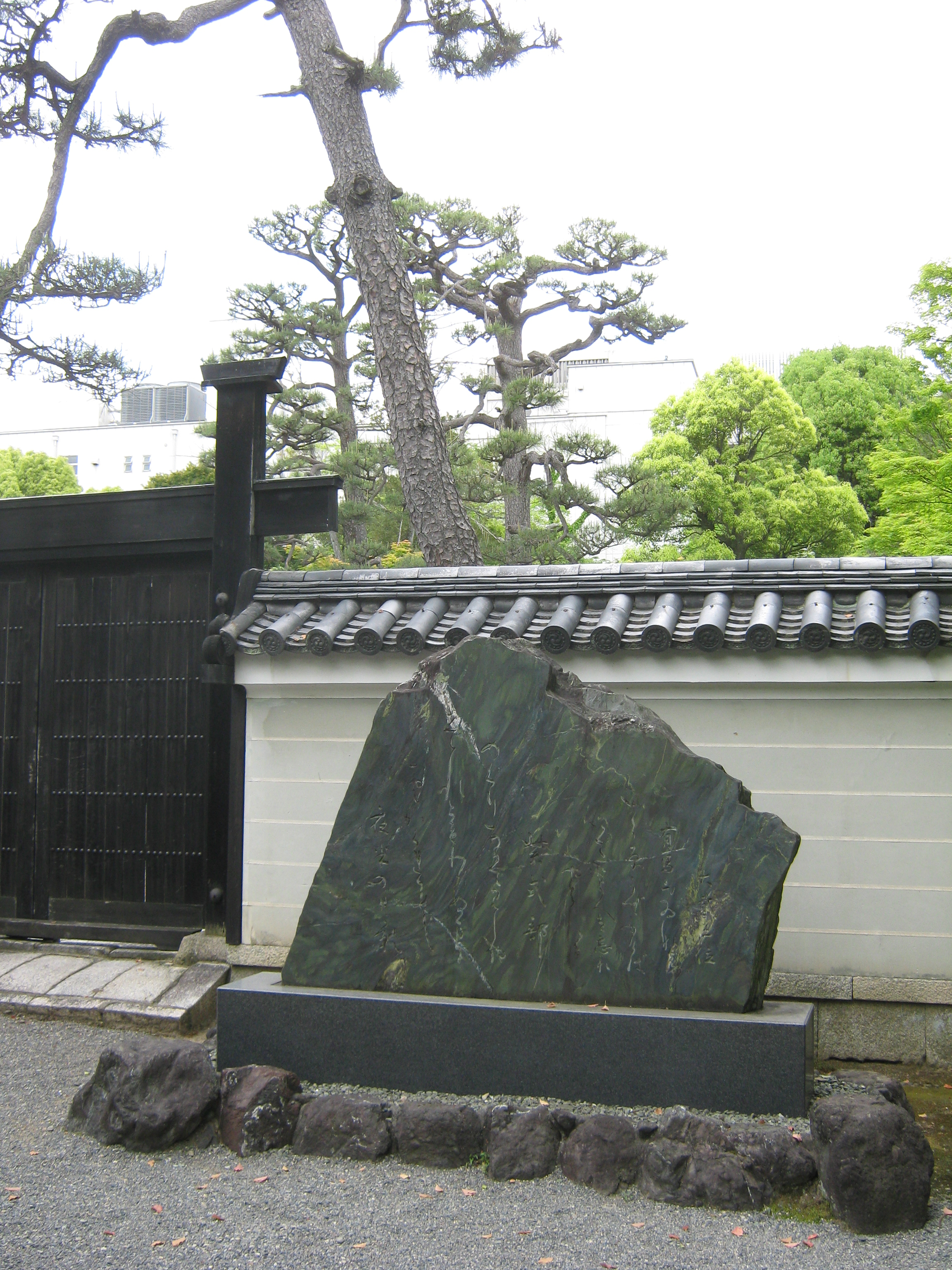
紫式部歌碑
「めぐりあひて 見しや
それとも わかぬ間に
雲がくれにし
夜半の月影（百人一首 57番）」
京都市上京区廬山寺内

## 作品
歌人としては、子供時代から晩年のほぼ一生涯にわたり自らが詠んだ和歌から選び収めた家集『紫式部集』があり、資料の少ない紫式部の生活環境の変化や心の変化を知ることができ、平安文学や日本古代中世史などの研究者にとって貴重な資料でもある。『拾遺和歌集』以下の勅撰和歌集には計51首の和歌が収められている。平安時代末期に中古三十六歌仙、鎌倉時代中期に女房三十六歌仙に選ばれ、『百人一首』57番に収められた「めぐりあひて 見しやそれとも わかぬまに 雲がくれにし 夜半の月かな」が広く知られる。
物語作品では、醍醐天皇の御代に擬せた源氏の歴史物語を描き、54帖から成る『源氏物語』の作者とされる。日本や中国の歴史書や和歌、漢籍、漢詩、仏典などへの造詣の深さに裏付けされた記述から高く評価される。
日記作品では、藤原道長の要請で宮中に上がった際、宮中の様子をはじめ藤原道長邸の様子などを記した『紫式部日記』を残しており、これには和歌18首が詠み込まれている。この日記は寛弘5年(1008年)7月から約1年半にわたる日記で、随所に宮中行事の様子も記され、宮中内の者しか知り得ない現場の様子もよくわかり、行事の開催など事実だけを記載する公的歴史記録では知ることができないものである。源氏物語執筆のきっかけを知ることができる第一級の資料でもある。源氏物語と紫式部日記の2作品は、150年ほど後の平安時代末期に『源氏物語絵巻』、200年ほど後の鎌倉時代初期に『紫式部日記絵巻』として、各々絵画化された。

### 交友関係と人物評
村上天皇の皇子である具平親王は光源氏のモデルのひとりともされ、父の藤原為時やその兄・為頼とは歌など深い交流があった。具平親王の母荘子女王と為頼・為時兄弟の母は従姉妹の関係であり、為時は「藩邸之旧僕」と題し詩に読み、古くからの親しい交流があったことを示している。また『紫式部日記』には、藤原道長が具平親王の息女隆姫女王を嫡男頼通へ降嫁させるための相談を、式部を具平親王家からの「心よせのある人」として持ちかけており、その後婚姻が成立していることから紫式部自身も具平親王と知古があったとする説である。具平親王の従兄弟である藤原公任とは紫式部日記の「若紫はいらっしゃいますか？」という紫式部への問いかけを「我が紫」と言ったという恋仲説がある。

中宮彰子を尊敬しており、紫式部日記(黒川本)には宮仕えに消極的な紫式部が「このような(中宮彰子)お方にお仕えすべき」と称賛している
- 宮様(中宮彰子)にあっては、侍女たちのとりとめのない話を聞いても、身重な体(妊娠中)で苦しいに違いないのだが、さりげなくされてそのことを感じさせない様子が立派なのはいうまでもなく、憂き世の慰めには、このようなお方にお仕えすべきで、平常の気持ちと違って、例えようもなく一切の憂さが消えてしまうのも、不思議だ。
- 中宮様は国の親とも騒がれているが、格式ばった気色にも見えず、少し具合が悪そうで、面やせて休まれている御様子は、いつもより弱々し気で若く美しかった。小さい灯篭を御簾の中にかけていたので、隅々まで明るく一段と美しいお顔が、限りなくきれいで、多すぎるほどの髪を結っているので、一層美しさがまさるのだろうと思う。こう書き連ねるのも、今さらと思われるので、これ以上書きません。

東三条院詮子にも好意的で中宮彰子が皇子を産んだ後の紫式部日記には、 『筑前の命婦は、「故院(東三条院詮子)が生前、この殿に度々お越しになりました。その時、あの時」など思い出を言う』のを聞いて泣くのをこらえるが、『すぐ泣きだしそうだ。』と恋しがった。
『詞花集』に収められた伊勢大輔の「いにしへの奈良の都の八重桜 けふ九重ににほひぬるかな」という和歌は、宮廷に献上された八重桜を受け取り中宮に奉る際に詠んだものだが、『伊勢大輔集』によれば、この役目は当初紫式部の役目だったものを式部が新参の大輔に譲ったものだった。

## 紫式部像

福井県越前市、紫式部公園（圓鍔勝三作）
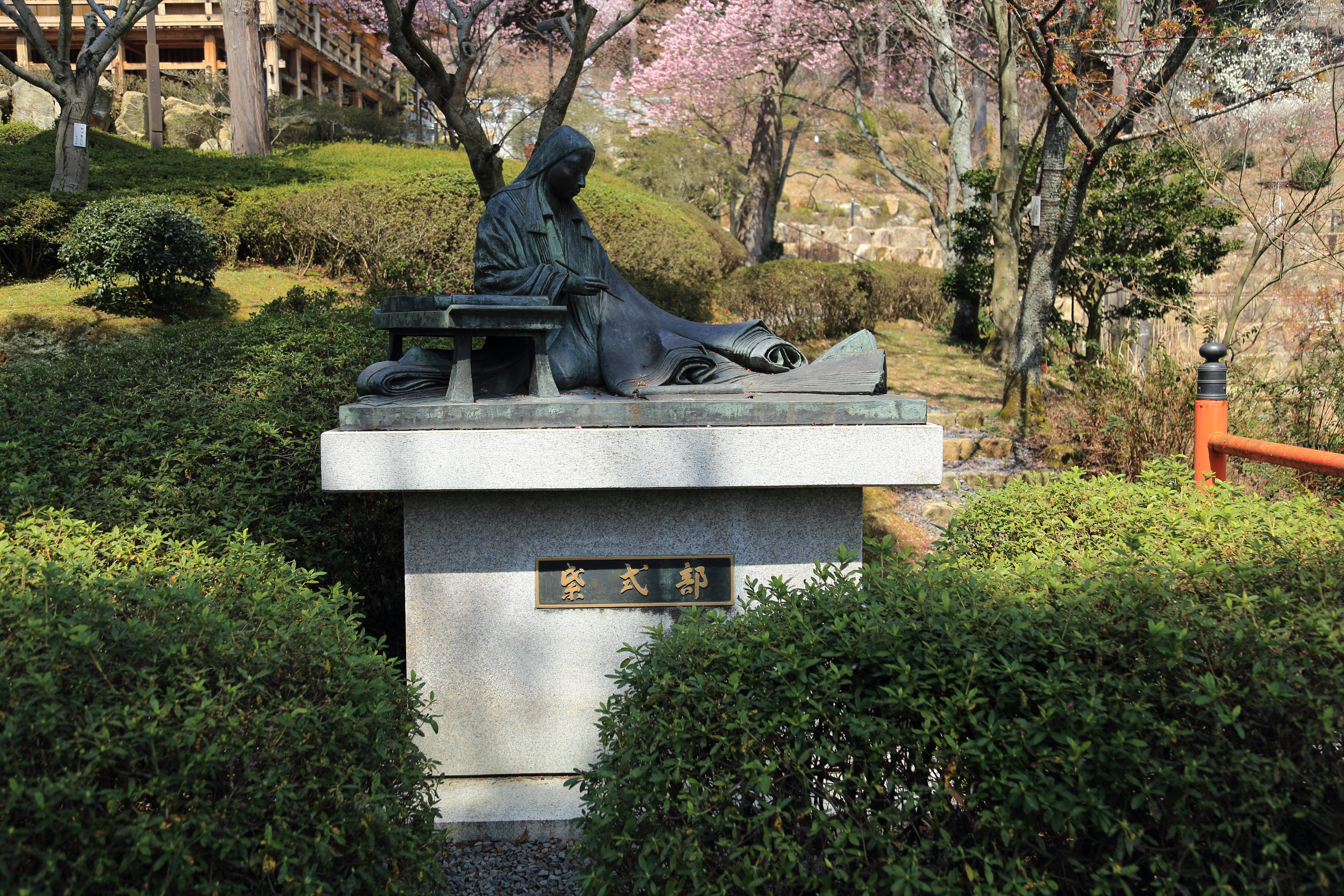
滋賀県大津市、石山寺境内
京都府宇治市、宇治橋西詰夢浮橋ひろば

## 紫式部学会
紫式部学会とは昭和7年（1932年）6月4日に東京帝国大学文学部国文学科主任教授であった藤村作（会長）、東京帝国大学文学部国文学科教授であった久松潜一（副会長）、東京帝国大学文学部国文学研究室副手であった池田亀鑑（理事長）らによって、『源氏物語』に代表される古典文学の啓蒙を目的として設立された学会である。昭和39年（1964年）1月より事務局が神奈川県横浜市鶴見区にある鶴見大学文学部日本文学科研究室に置かれていた。現在は武蔵野書院、会長は藤原克巳が務めている。
講演会を実施したり『源氏物語』を題材にした演劇の上演を後援したりしているほか、以下の出版物を刊行している。
- 機関誌『むらさき』戦前（昭和9年（1934年）8月〜昭和19年（1944年）6月）は月刊、戦後版（昭和37年（1962年）〜）は年刊
- 論文集『研究と資料 古代文学論叢』昭和44年（1969年）6月〜20輯 武蔵野書院刊

## 関連作品

### 小説
- 杉本苑子『散華 紫式部の生涯』
  - （中央公論新社、1991年） 上 ISBN 4-12-001994-2、下 ISBN 4-12-001995-0
  - （中公文庫、1994年） 上 ISBN 4-12-202060-3、下 ISBN 4-12-202075-1
- 三枝和子『小説 紫式部「香子の恋」』
  - （読売新聞社、1991年） ISBN 4-643-91087-9
  - （福武文庫、1994年） ISBN 4-8288-5702-8
  - （河出文庫、2023年） ISBN 978-4-309-41992-3
- 須山ユキヱ『紫式部幻影』
  - （青弓社、1991年）
- 近藤富枝『紫式部の恋』
  - （講談社、1992年）ISBN 4-062-05698-4
  - （河出文庫、2011年）ISBN 978-4-309-41072-2
- ライザ・ダルビー、岡田好惠訳『紫式部物語 その恋と生涯』
  - （光文社、2000年）上 ISBN 978-4-334-96102-2、下 ISBN 978-4-334-96103-9
  - （光文社文庫、2005年）上 ISBN 978-4-334-76155-4、下 ISBN 978-4-334-76156-1
- 三好京三『小説 紫式部』
  - （鳥影社、2006年）
  - （潮文庫、2023年） ISBN 978-4-267-02409-2
- 夏山かほる『新・紫式部日記』
  - （日本経済新聞出版、2020年） ISBN 978-4-532-17154-4
  - （PHP文庫、2023年） ISBN 978-4-569-90301-9
- 森谷明子
  - 『千年の黙 異本源氏物語』（2003年10月 東京創元社 / 2009年6月 創元推理文庫）
  - 『白の祝宴 逸文紫式部日記』（2011年3月 東京創元社 / 2015年7月 創元推理文庫）
  - 『望月のあと 覚書源氏物語『若菜』』（2011年12月 東京創元社 / 2018年6月 創元推理文庫）
- 冲方丁『月と日の后』
  - （2021年 PHP研究所）
  - （2023年 PHP文芸文庫 上下巻）
- 帚木蓬生『香子 紫式部物語』
  - （2023-24年 PHP研究所）

### 映画
- 『紫式部』（1939年、演：歌川絹枝）
- 『千年の恋 ひかる源氏物語』（2001年、演：吉永小百合）
- 『源氏物語 千年の謎』（2011年、演：中谷美紀）

### テレビドラマ
紫式部が主人公のテレビドラマ
- 『女人連祷』（1958年、CBCテレビ、演：井川則子→山岡久乃）
- 『紫式部絵巻』（1962年、TBS、演：香川京子）
- 『光る君へ』（2024年、NHK大河ドラマ、演：吉高由里子） - 作中での名前はまひろとなっている。
- 『紫式部のスマホ』（2024年、NHK総合、演：詩羽） - 幼名「もも」説、本名「香子」説を採用（ただし香子の読みは「かおりこ」）

紫式部が登場するテレビドラマ
- 『源氏物語』（1965年、毎日放送、演：池内淳子）
- 『源氏物語 上の巻・下の巻』（1991年、TBS、演：三田佳子）

### 舞台
- 『紫式部ダイアリー』（2014年、三谷幸喜脚本、演：長澤まさみ）

### 漫画
- さかぐち直美『紫式部-はなやかな源氏絵巻 （学研まんが人物日本史 平安時代）』（学研、1981年）
- あおむら純『紫式部（小学館版学習まんが 少年少女人物日本の歴史）』（小学館、1984年）
- 千明初美『紫式部（学習漫画日本の伝記）』（集英社、1988年）
- 蛇蔵&海野凪子『日本人なら知っておきたい日本文学』(幻冬舎、2011年)
- そにしけんじ『ねこねこ日本史』（実業之日本社、2014年 - 、Eテレアニメ版の声は小林ゆう）
- 北神諒『紫式部（学研まんがNEW日本の伝記）』（学研プラス、2015年）
- 高梨みどり『清少納言と紫式部（小学館版学習まんが人物館）』（小学館、2019年）
- D・キッサン『神作家・紫式部のありえない日々』（『月刊コミックZERO-SUM』2021年12月号 - 、既刊6巻）

### バラエティ
- ワルイコあつまれ (2022年8月13日、番組内コーナー『慎吾ママの部屋』、演 : 宮澤エマ)

### 音楽
- レキシ「SHIKIBU feat. 阿波の踊り子」（2015年、1stシングル『SHIKIBU』所収）

### CM
- 『紫式部篇』（1971年、桃屋、演 : 三木のり平）[52]